# 恩津宋氏
恩津宋氏（ウンジンソンし、은진송씨）は、朝鮮の氏族の一つ。本貫は忠清南道論山市である。2015年の調査では、226,050人である。
始祖は、中国の京兆郡出身で唐で戸部尚書を務めた宋柱殷の子孫の宋天翊（『礪山宋氏世譜』の記載によると礪山宋氏の始祖の宋惟翊の弟）であるが、現代の考証で恩津宋氏の系譜は高麗の判院事を務め、恩津君に封じられた宋大原（または宋大源）までしか遡れず、宋天翊と宋大源の間の系図は散逸となったため、『恩津宋氏族譜二券譜』では始祖を宋大原とする。

## 人口分布と集姓村
人口数、割合はいずれも2015年統計。大田広域市周辺に多く、全国で総人口に占める比例が最も高い地域は大田広域市東区（4,406人、総人口の1.93%）である。集姓村のある地域は以下の通りである。
- 慶尚南道巨済市（1,450人、総人口の0.63%）
  - 長木面柳湖里
- 慶尚南道南海郡（424人、総人口の1.03%）
  - 南面徳月里
  - 三東面蘭陰里
- 慶尚南道陜川郡（446人、総人口の1.08%）
  - 大並面柳田里
- 慶尚南道咸陽郡（248人、総人口の0.7%）
  - 西下面黄山里
- 全羅南道珍島郡（60人、総人口の0.22%）
  - 鳥島面観沙島里
- 大田広域市大徳区（3,310人、総人口の1.8%）
  - 坪村洞
- 平安南道龍岡郡
  - 多美面小安里[5]